# 벤치워머스
《벤치워머스》(영어: The Benchwarmers)는 미국에서 제작된 데니스 두건 감독의 2006년 스포츠 코미디 영화이다. 롭 슈나이더, 데이비드 스페이드, 존 히더 등이 출연하였고, 잭 지어러퓨토 등이 제작에 참여하였다. 컬럼비아 픽처스가 배급하였다.

## 출연
- 롭 슈나이더
- 데이비드 스페이드
- 존 히더
- 존 러비츠
- 크레이그 킬본
- 몰리 심스
- 팀 메도스
- 닉 스워드슨
- 에린 바틀릿
- 아마우리 놀라스코
- 빌 로머나우스키
- 숀 솔즈베리
- 맷 와인버그
- 존 팔리
- 레지 잭슨
- 조 노포
- 패트릭 슈워제네거
- 테리 크루스

### 카메오
- 레이철 헌터
- 블레이크 클라크
- 데니스 두건
- 조너선 로크런
- 론 메이색
- 메리 조 캐틀렛
- 로클린 먼로
- 맷 윌리그
- 클리오 킹
- 엘 킹

### 목소리
- 더그 존스
- 제임스 얼 존스
- 윌리엄 대니얼스

## 기타 제작진
- 배역: 앤 매카시, 제이 스컬리
- 미술: 페리 앤덜린 블레이크
- 의상: 메리 제인 포트